# 蹇硕
蹇硕（？—189年），东汉末年汉灵帝时期的宦官，任上军校尉。

## 生平
据《后汉书》记载，中平五年（188年），蹇硕为上军校尉，灵帝以蹇硕壮健而有武略，对其特别信任，并以其为西園軍元帅，領導袁紹、曹操等八校尉，以监督司隶校尉以下諸官。蹇硕虽然握有兵权，但对何进非常畏忌，曾和宦官们一起说服灵帝派遣何进西击边章、韩遂。
中平六年（189年），灵帝在病重时将刘协托给蹇硕。灵帝去世后，蹇硕想先杀何进再立刘协为天子，但手下司马潘隐与何进有旧，以眼色向何进示意，使其有所防备，计谋失败。
刘辩继承帝位后，蹇硕与中常侍赵忠、郭胜等互通书信，欲合谋除去何进兄弟。郭胜由于与何进同郡出身，而且曾因协助何进及何皇后发迹而亲信何氏，便怂恿赵忠等人不参与蹇硕的计划，并将蹇硕的计划告知何进。何进派黄门將蹇硕诛杀，并取得蹇硕部下士兵的指挥权。

## 亲属
据《曹瞞传》记载，蹇硕有一叔父蹇圖，因犯宵禁令而被时任洛阳北部尉的曹操棒杀。

## 评价
- 范晔：「蹇硕壮健而有武略。」（后汉书 卷六十九）
- 蔡东藩：「蹇硕一阉竖耳，遽授为上军校尉，袁绍以下，皆归节制，试思天下有义勇之将士，肯听阉人之驱策欤？」（《后汉演义》）

## 艺术形象

### 登場作品
- 蒼天航路（王欣太）
- 三國志（橫山光輝）

### 三国演义
演义中为十常侍之一人，被郭胜所杀。

### 影视形象
- 1994年电视剧《三国演义》：苏建宇
- 2014年电视剧《曹操》：程文宽